# Tole glabra
Tole glabra là một loài chân đều trong họ Janiroidea incertae sedis. Loài này được Richardson miêu tả khoa học năm 1908.